# Neomaorina bimacula
Neomaorina bimacula är en tvåvingeart som först beskrevs av Malloch 1930.  Neomaorina bimacula ingår i släktet Neomaorina och familjen prickflugor. Inga underarter finns listade i Catalogue of Life.